# Łuh (rejon żółkiewski)
Łuh (ukr. Луг) – wieś na Ukrainie w rejonie lwowskim (wcześniej w rejonie żółkiewskim) obwodu lwowskiego.

## Historia
Na początku XX w. wieś w gminie Potylicz w powiecie rawskim.